# Anisographe dissimilis
Anisographe dissimilis là một loài bướm đêm trong họ Geometridae.